# Georg Betz
Pour les articles homonymes, voir Betz.
Georg Betz (15 juin 1903 – 2 mai 1945) était un officier SS ayant atteint le grade de SS-Obersturmbannfuhrer au cours de la Seconde Guerre mondiale. Betz a servi comme copilote personnel d'Adolf Hitler et substitut à Hans Baur. Betz est présent dans le Führerbunker à Berlin en avril 1945. Le 1er mai 1945, Betz prend part à la destruction de la Chancellerie du Reich à Berlin. Le 2 mai 1945, Betz est blessé et meurt lors de la traversée du pont de Weidendammer (en) alors attaqué par l'armée Soviétique.

## Biographie
Betz est né à Kolbermoor près de Rosenheim (Bavière). En 1932, il devint capitaine volant en Europe pour Lufthansa. Il rejoint les SS et devient membre du personnel du Reichsführer-SS Heinrich Himmler. Betz est nommé capitaine de la réserve des aéronefs de la Fliegerstaffel des Führers. Betz a servi en tant que copilote personnel de Hitler et de substitut à Hans Baur. Betz est promu SS-Obersturmbannfuhrer le 30 janvier 1944. Il a en outre occupé le rang d'Oberstleutnant der Reserve dans la Luftwaffe.

### Berlin
Betz est à Berlin, durant le mois d'avril 1945. Betz est responsable d'une petite flotte d'avions à l'aéroport de Tempelhof. Le 20 avril, Hitler ordonne à Albert Bormann, l'amiral Karl-Jesko von Puttkamer, le Dr Theodor Morell, le Dr Hugo Blaschke, ses secrétaires Johanna Wolf, Christa Schroeder, et plusieurs autres personnes de quitter Berlin par avions pour se rendre à Obersalzberg. Durant les trois jours suivants, le personnel d'Hitler s'enfuit de Berlin dans différents avions de la Fliegerstaffel des Führers.
Le 29 avril 1945, l'Armée rouge lance une offensive sur le centre de Berlin. L'artillerie pilonne avec un feu nourri les alentours de la Chancellerie du Reich. Le soir dans le bunker en dessous des jardins de la Chancellerie, Betz est présent avec Baur quand Hitler fait ses adieux à ses propres pilotes. Baur a plaidé pour que Hitler quitte Berlin. Les hommes se portent volontaires pour emmener Hitler hors d'Allemagne dans un Ju 390. Mais Hitler refusa la proposition de Baur, il devait rester à Berlin. Le lendemain, le 30 avril, l'Armée rouge est à moins de 500 mètres du Führerbunker. L'après-midi, Betz est présent dans le bunker, lorsque Hitler se suicide.
Dans l'un des derniers ordres de Hitler, il donne son autorisation pour que les forces de Berlin, après sa mort, tentent de s'enfuir en brisant l'encerclement soviétique . Le général Helmuth Weidling, commandant de la zone de défense de Berlin, et le SS-Brigadeführer Wilhelm Mohnke conçoivent un plan pour s'échapper de Berlin et rejoindre les Alliés sur la rive ouest de l'Elbe ou alors l'armée allemande au Nord. Mohnke divise les soldats et les membres du personnel de la Chancellerie du Reich et du Führerbunker en dix groupes. Betz quitte la Chancellerie du Reich avec l'un des groupes qui tentent de s'enfuir. Le 2 mai 1945, Betz fait partie d'un important groupe de soldats allemands et de civils qui ont traversé le pont de Weidendammer (en) sous le feu nourri des chars et des canons soviétiques. Betz est blessé durant la traversée. Selon Erich Kempka, Betz est laissé aux soins de Kaethe Hausermann, un chirurgien-dentiste qui faisait partie du personnel d'Hitler, qui travaille avec le Dr Hugo Blaschke. D'autres sources indiquent uniquement que Betz est mort de ses blessures au pont de Weidendammer.